# Лысенко, Станислав Анатольевич
Станисла́в Анато́льевич Лысе́нко (8 января 1972, Краснодарский край, СССР) — советский и российский футболист, выступавший в течение карьеры почти на всех футбольных позициях: защитника, полузащитника и нападающего.

## Карьера

### Клубная
Профессиональную карьеру начал в 1989 году в клубе «Кубань» (Бараниковский), сезон 1990 года провёл в клубе «Актюбинец», за который сыграл 11 матчей. В 1991 году перешёл в «Кубань», в составе которой играл вплоть до 1997 года, проведя за это время 208 матчей и забив 73 мяча. С 1998 по 1999 год играл за казанский «Рубин», сыграв 59 матчей и забив 16 мячей. В 2000 году перешёл в ЦСКА, в составе которого провёл 2 сезона, сыграв за это время 33 матча и забив 5 мячей за основной состав, 4 матча за ЦСКА-2 в зоне «Запад» Второго дивизиона в 2000 году и 1 матч за дубль в 2001 году в турнире дублёров. Большую часть сезона 2000 года пропустил из-за тяжёлой травмы, полученной ещё в 1999 году и тогда даже подумывал о завершении карьеры, однако, уже в сезоне 2001 года стал одним из ключевых игроков ЦСКА. В 2002 году вернулся в родную «Кубань», за которую играл вплоть до вынужденного завершения карьеры игрока летом 2004 года, когда руководство клуба решило с ним расстаться, что вызвало сильное недовольство болельщиков. Всего в этот заключительный период своей карьеры сыграл 73 матча, забил 13 мячей и стал благодаря этому рекордсменом российского периода истории клуба как по количеству проведённых матчей, так и по количеству забитых мячей.
5 августа 2018 года принял участие в качестве играющего тренера в первом официальном матче возрождённой болельщиками и бывшими игроками клуба команды «Кубань», отметился голом. В июне 2019 года покинул «Кубань».

## Достижения

### Командные
- 2-е место в Первом дивизионе России (выход в Высший дивизион): 2003 («Кубань»)

### Личные
- Долгое время являлся рекордсменом по количеству игр за «Кубань» в российский период истории клуба — 243 матча (+ ещё 11 в Кубке). Лишь в 2011-м году по этому показателю его обошёл Артур Тлисов.
- Лучший бомбардир «Кубани» в российский период истории клуба — 84 мяча (+ ещё 6 в Кубке).

## Вне карьеры игрока
По завершении карьеры профессионального игрока занялся бизнесом, открыл ряд пивных ресторанов в Краснодаре, но о футболе, тем не менее, не забыл, и в свободное время играет за любительские клубы в чемпионатах края и города, а также за команду ветеранов клуба «Кубань». Некоторое время работал спортивным директором футбольных клубов «Краснодар» и ЛФК «Кубань», являлся главным тренером ЛФК «Надежда» (Краснодар). С июня 2019 года — генеральный директор ФК «Урожай» (в 2020 году переименованного в «Кубань»).

## Семья
Сын Никита (род. 2001) продолжил дело отца и также стал профессиональным футболистом.